# Municipio de Mestia
El municipio de Mestia (en georgiano: მესტიის მუნიციპალიტეტი) es un municipio de Georgia perteneciente a la región de Mingrelia-Alta Esvanetia. El área total del municipio es 3045 kilómetros cuadrados (1176 mi²) y su centro administrativo es el asentamiento urbano de Mestia. La población era 9.316, según el censo de 2014.
Numerosas iglesias y fortificaciones medievales del municipio de Mestia están declaradas como Patrimonio de la Humanidad por la UNESCO.

## Geografía
Mestia limita con los municipios de Lenteji al este, Gali y Ochamchire (de facto parte de Abjasia) al oeste; y los municipios de Tsalendshija y Chjorotsku en el sur. El municipio está ubicado en una zona de alta montaña y en él existen alrededor de 200 glaciares, y cuyo río principal es el Inguri.
El municipio de Mestia regularmente se convierte en una región de desastres naturales. Desde junio de 2004, el área fue declarada zona de desastre ecológico después de que lluvias torrenciales prolongadas, ríos de montaña y flujos de lodo dejaran a todo el municipio sin electricidad, y miles de personas quedaron aisladas del mundo exterior. 

## Historia
Hasta 1917, el territorio del municipio estaba incluido en la gobernación de Kutaisi bajo el nombre de municipio de Esvanetia. Desde 1921 se le renombró como Alta Esvanetia, desde 1930 como distrito de Mestia. 

## Política
La asamblea municipal de Mestia (en georgiano: მესტიის საკრებულო) es un órgano representativo en el municipio de Mestia, que consta de 33 miembros que se eligen cada cuatro años. La última elección se llevó a cabo en octubre de 2021. Kapiton Zhorzholiani del Sueño Georgiano (SG) fue reelegido alcalde después de una segunda vuelta contra el candidato del Movimiento Nacional Unido (MNU).
| Partido político | Partido político                    | 2017 | 2021 |
| ---------------- | ----------------------------------- | ---- | ---- |
|                  | Sueño georgiano                     | 23   | 26   |
|                  | Movimiento Nacional Unido           | 1    | 3    |
|                  | Para Georgia                        |      | 2    |
|                  | Georgia Europea                     | 2    | 1    |
|                  | Lelo para Georgia                   |      | 1    |
|                  | Alianza de los Patriotas de Georgia | 3    |      |
|                  | Independientes                      | 2    |      |
| Total            | Total                               | 31   | 33   |

## División administrativa
El municipio consta de 16 comunidades administrativas (temi), y hay un asentamiento urbano, Mestia.
Entre los 16 pueblos del municipio de Mestia se encuentran: Ushguli, Adishi, Chazhashi.

## Demografía
El municipio de Mestia ha tenido una disminución de población desde 1970, teniendo hoy poco más del 50% de los habitantes de entonces. 
| Municipio de Mestia                                                    | - | - | - | 16 314 | 16 311 | 17 801 | 17 442 | 14 776 | 14 248 | 9316 | 9400 |
| Ciudad de Mestia                                                       | - | - | - | 856    | -      | -      | -      | -      | 2600   | 1973 |      |
| Datos: Estadística de población de Georgia desde 1897 hasta hoy. Nota: |   |   |   |        |        |        |        |        |        |      |      |

La población está compuesta por un 99,8% de georgianos, principalmente esvanos. Hay unas pocas decenas de rusos (0,1%).
|              | 1939      | 1939       | 1959      | 1959       | 2002      | 2002       | 2014      | 2014       |
| Grupo étnico | Población | Porcentaje | Población | Porcentaje | Población | Porcentaje | Población | Porcentaje |
| ------------ | --------- | ---------- | --------- | ---------- | --------- | ---------- | --------- | ---------- |
| Georgianos   | 15 130    | 92,7%      | 15 820    | 97%        | 14 168    | 99,44%     | 9299      | 99,82%     |
| Rusos        | 1035      | 6,3%       | 174       | 1,1%       | 52        | 0,36%      | 11        | 0,12%      |
| Ucranianos   | 1035      | 6,3%       | 233       | 1,4%       | -         | -          | 3         | 0,03%      |
| Abjasios     | -         | -          | -         | -          | 12        | 0,08%      | 1         | 0,01%      |
| Armenios     | 10        | 0,1%       | 15        | 0,1%       | 11        | 0,08%      | 1         | 0,01%      |
| Osetios      | 24        | 0,1%       | 16        | 0,1%       | -         | -          | -         | -          |
| Azeríes      | -         | -          | 2         | 0,1%       | -         | -          | -         | -          |
| Griegos      | 6         | 0,1%       | 2         | 0,1%       | -         | -          | -         | -          |
| Judíos       | 4         | 0,1%       | 2         | 0,1%       | -         | -          | -         | -          |
| Alemanes     | 6         | 0,1%       | -         | -          | -         | -          | -         | -          |
| Kurdos       | 6         | 0,1%       | -         | -          | -         | -          | -         | -          |
| Chechenos    | 1         | 0,1%       | -         | -          | -         | -          | -         | -          |
| Otros        | -         | -          | -         | -          | -         | -          | 1         | 0,02%      |
| Total        | 16 314    | 100%       | 16 311    | 100%       | 14 248    | 100%       | 9316      | 100%       |

## Galería

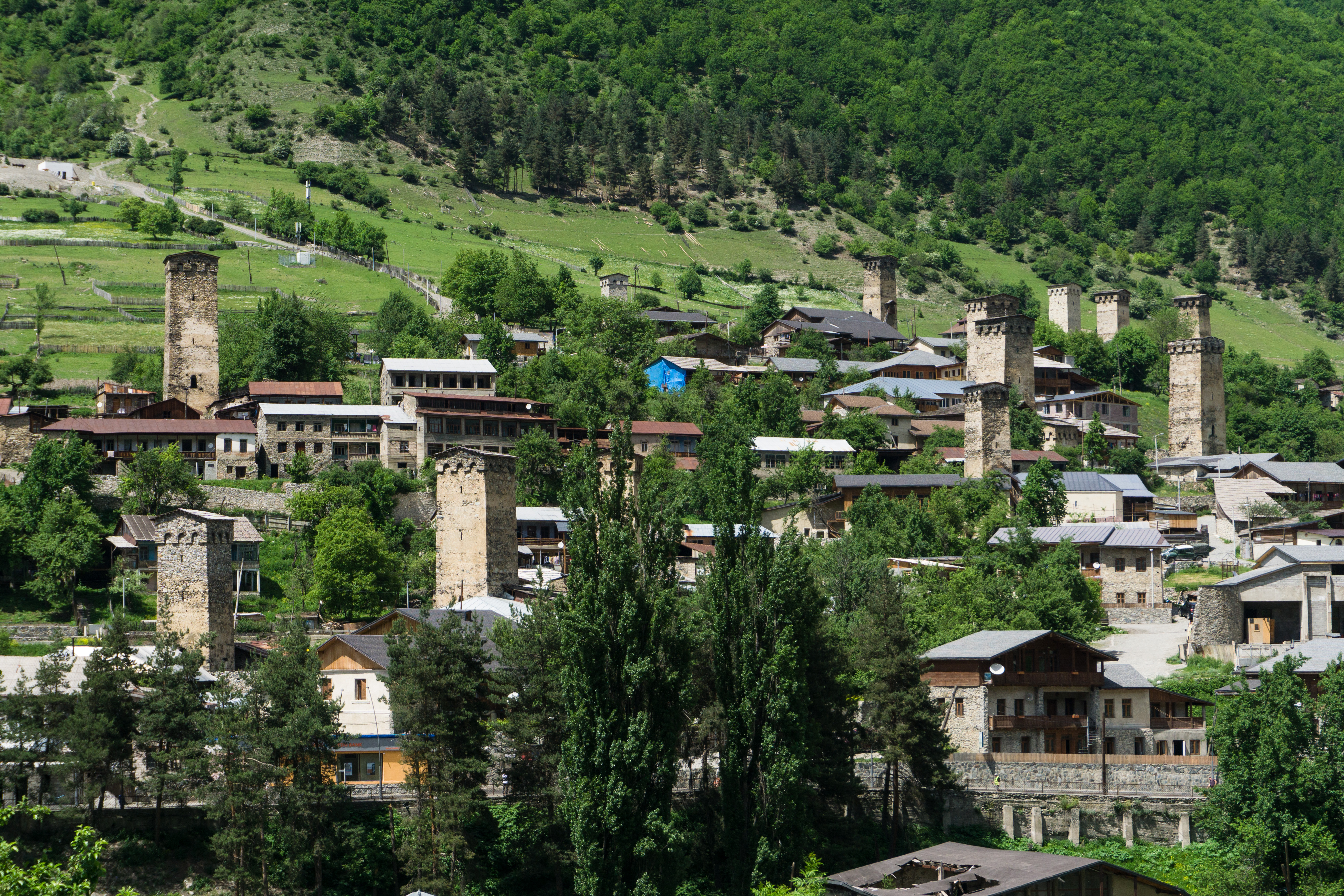
Mestia
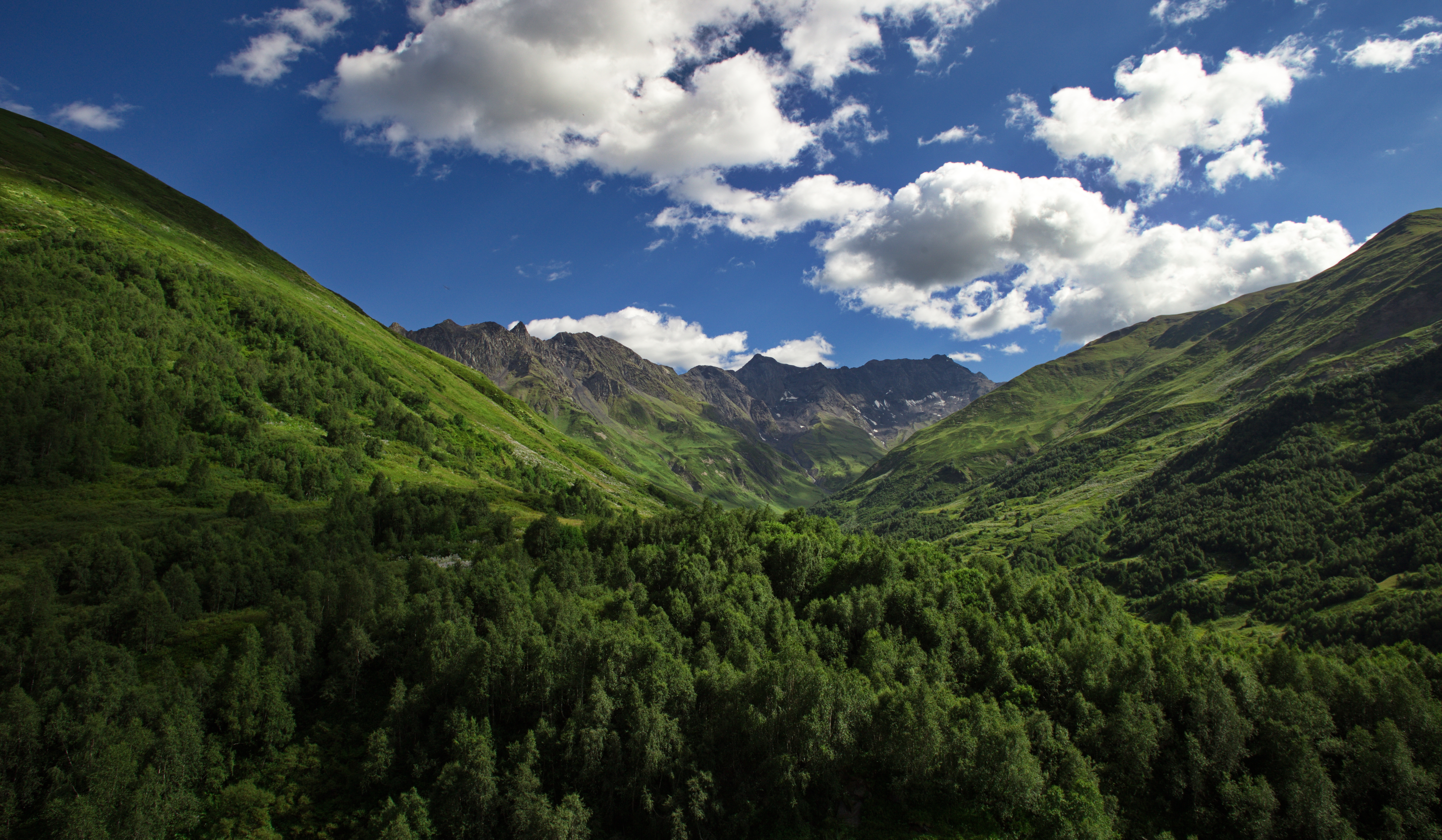
Montaña Dadiashi
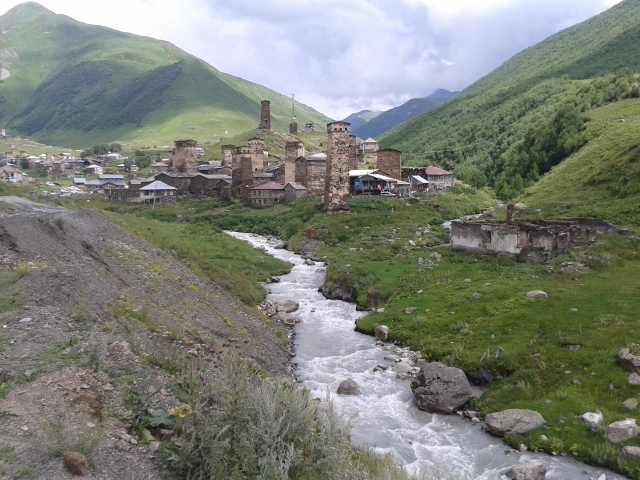
Ushguli
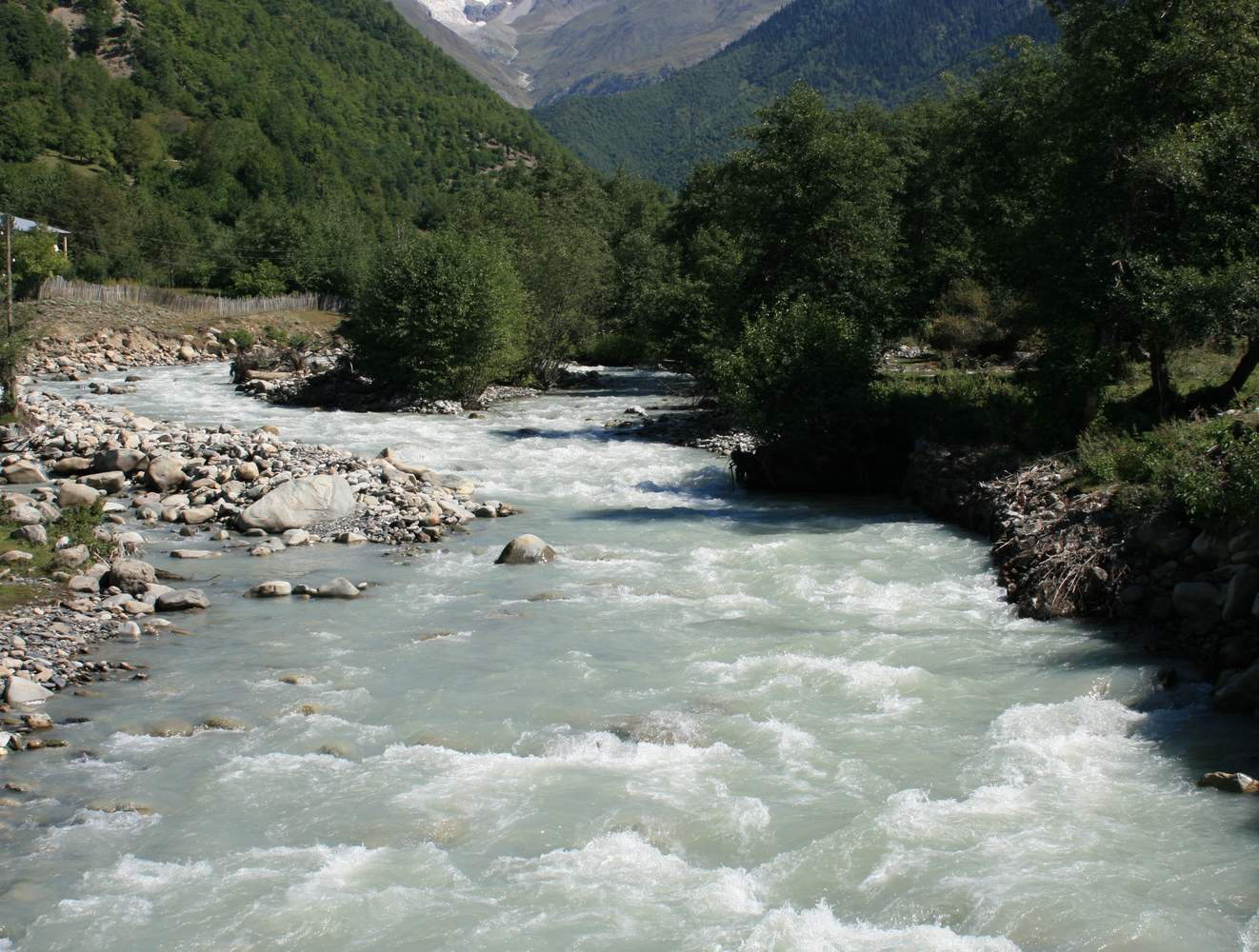
Río Dolpra en Dolasvipi
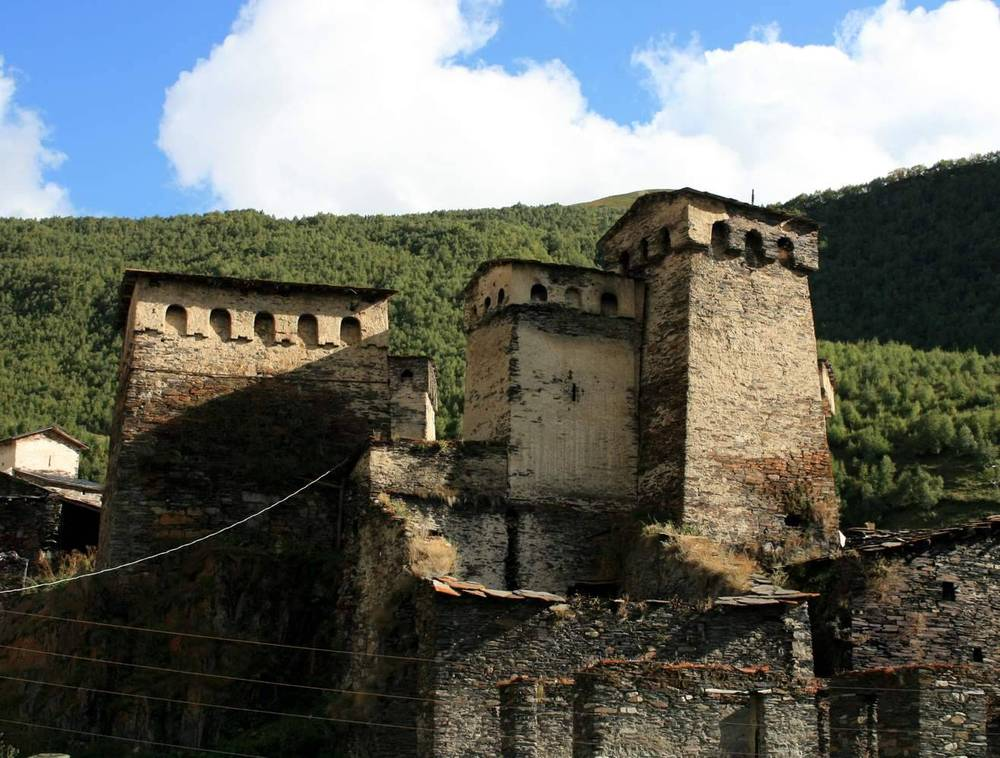
Torres de Chazhashi
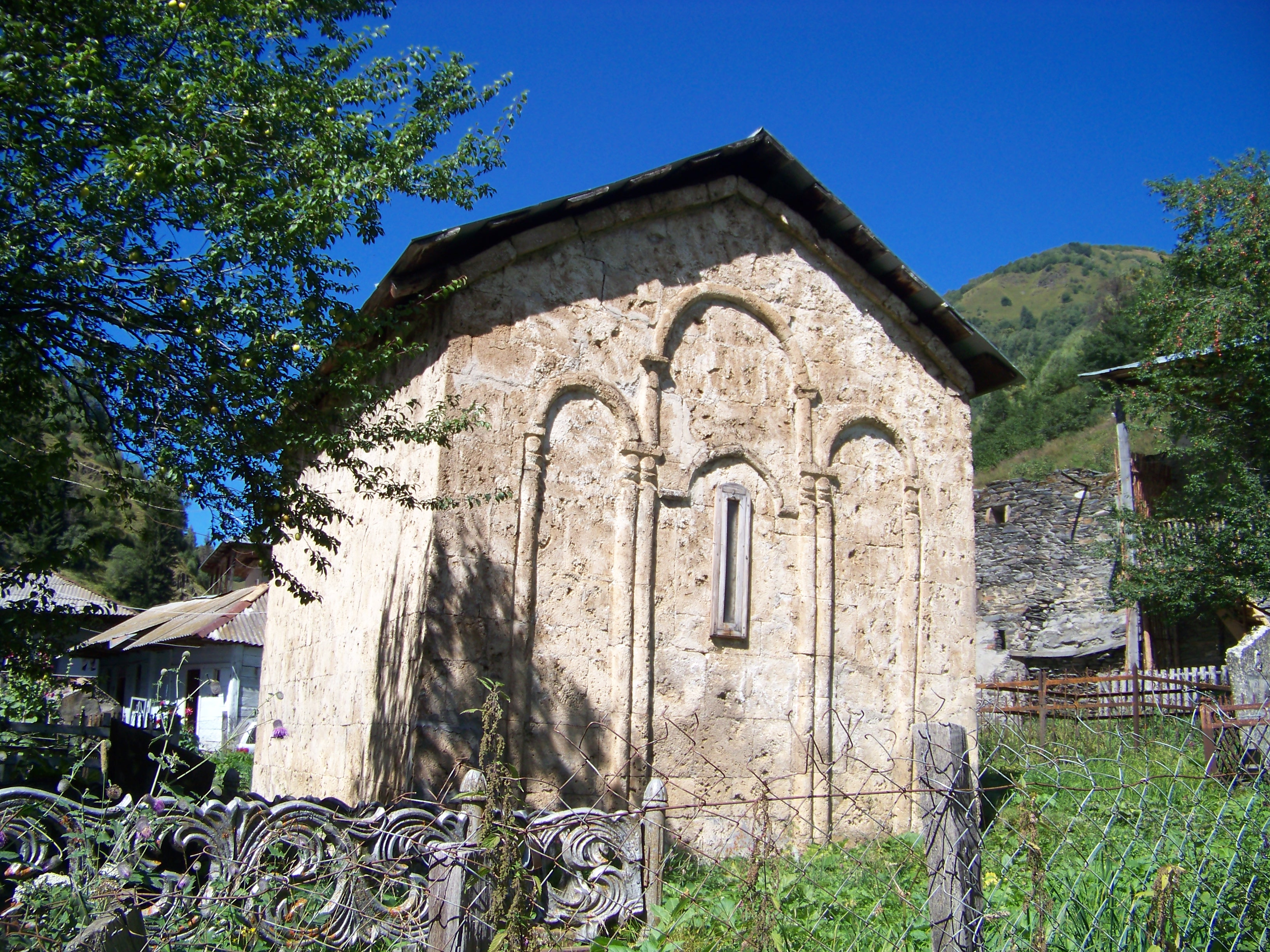
Iglesia de Santa Bárbara de Je